# حران (السويداء)
حران هي قرية تقع في محافظة السويداء (منطقة اللجاة)، وتبعد 26 كم عن مدينة السويداء.

## الموقع
تقع في الشمال الغربي من محافظة السويداء، متاخمة لحدود محافظة درعا، يحدها من الغرب بصر الحرير والدلافة من قرى درعا، ومن الشمال قرية لبّين، ومن الشرق ناحية عريقة التي تتبع لها حران، ومن الجنوب قرية الدويرة، ويربطها بمدينة السويداء طريق رئيسي عبر الدويرة- تعارة- الدور- المزرعة.... كما يربطها طريق آخر مع دمشق عبر لبين- جرين- داما- جدل- خبب- أتوستراد درعا.... وطريق آخر مباشر مع ناحية عريقة.

## السكان
عدد سكانها الذي لا يتجاوز ألفي نسمة بعضهم في المغتربات المتنوعة، يقسم إلى قسمين: الأول يعمل في زراعة المساحات الترابية القليلة المتفرقة الصالحة للزراعة، من زراعة الأشجار إلى زراعة الحقول الموسمية من القمح والشعير والعدس والجلبان والبيقياء والفول وغيرها. والثاني متوزع بين الوظائف والعمل المهني الحر حتى إنك لا تكاد ترى مهنة ليس فيها متخصص.
فيها مدرستان لمرحلتي التعليم الأساسي، نسبة الأمية قليلة جداً لا تكاد تذكر.
من أشهر شخصياتها التي شاركت بالثورة السورية الكبرى: جديع مرشد، واكد مرشد، الحكيم فارس، مسعود مرشد،رشراش مرشد، عباس مرشد، صالح مرشد، نجم مرشد... وغيرهم كثير، وفيها من الوجوه المميزة على صعيد المحافظة

## النشاط الزراعي
اتجهت القرية لزراعة أشجار الزيتون ومعرّشات العنب منذ عقدين من الزمن، بدأ بها صابر مرشد ويوسف النصار، وتبعهما الكثير، حتى غدت مساحات الشجر رائعة المنظر، وساهمت بانتشار العمران إليها، رغم قلة المياه حيث تروى القرية من بئرين ارتوازيين، لتبقى مزروعاتها بعلية تنتظر فرج السماء.

## الآثار
في حران بئر أثري (بئر النبي أيوب) يعلوه المشرف وهو بقايا قصر متهدم لا يظهر منه إلا السور الشمالي فوق فتحة البئر، علماً أن محيطه غني بالبقايا الأثرية المهملة التي تنتظر الكشف عنها، وقد تعرضت للاعتداء عليها منذ القديم، إلى أن وعى أهل القرية أهميتها وحموها من لصوص الآثار على أمل الكشف عنها يوماً. أما البئر فلا يعرف إلى الآن تاريخ بنائه، توصلك إلى مائه ثمانون درجة، رممت البلدية درجاته العلوية المتهالكة ووضعت له حماية بسيطة، وماؤه البارد ملحي المذاق لا يصلح للشرب، وكان يستخدم لسقاية المواشي والنبات ولبعض الحاجات المنزلية، وبناؤه أثري بديع يدعو إلى الدهشة، حيث درجه الملتف والمنار من فتحة في أعلى المغارة المجاورة له، وهناك فتحات صغيرة يتسرب الماء الزائد منها عبر المغارة.